# John Gill (teolog)
John Gill [džon gil] (23. listopadu 1697 Kettering, Northamptonshire – 14. října 1771) byl anglický baptistický kazatel, biblista a teolog, který ve svém učení vycházel z kalvínské soteriologie.

## Život
John Gill se narodil v Ketteringu ve střední Anglii. Na místním gymnáziu si už v 11 letech osvojil klasickou latinu a naučil se řecky. Dále pokračoval samostudiem v různých předmětech od logiky po hebrejštinu, která se stala jeho celoživotní láskou. V 18 letech prožil obrácení, v 21 letech se stal pomocným kazatelem a roku 1719 pastorem sboru Horsleydown v Southwarku na jihovýchodě Londýna. V tomto sboru, který byl původně založený Benjaminem Keachem a stal se jedním z hlavních sborů partikulárních baptistů v Londýně, Gill působil 51 let až do své smrti.

## Význam
Gillův význam spočívá v tom, že jako první z radikálních baptistických teologů začal psát knihy. V letech 1748–1763 sepsal v 9 svazcích výklad ke Starému a Novému zákonu. Za jeho největší dílo je však považován spis A Body of Doctrinal Divinity (1769).